# Central London Railway

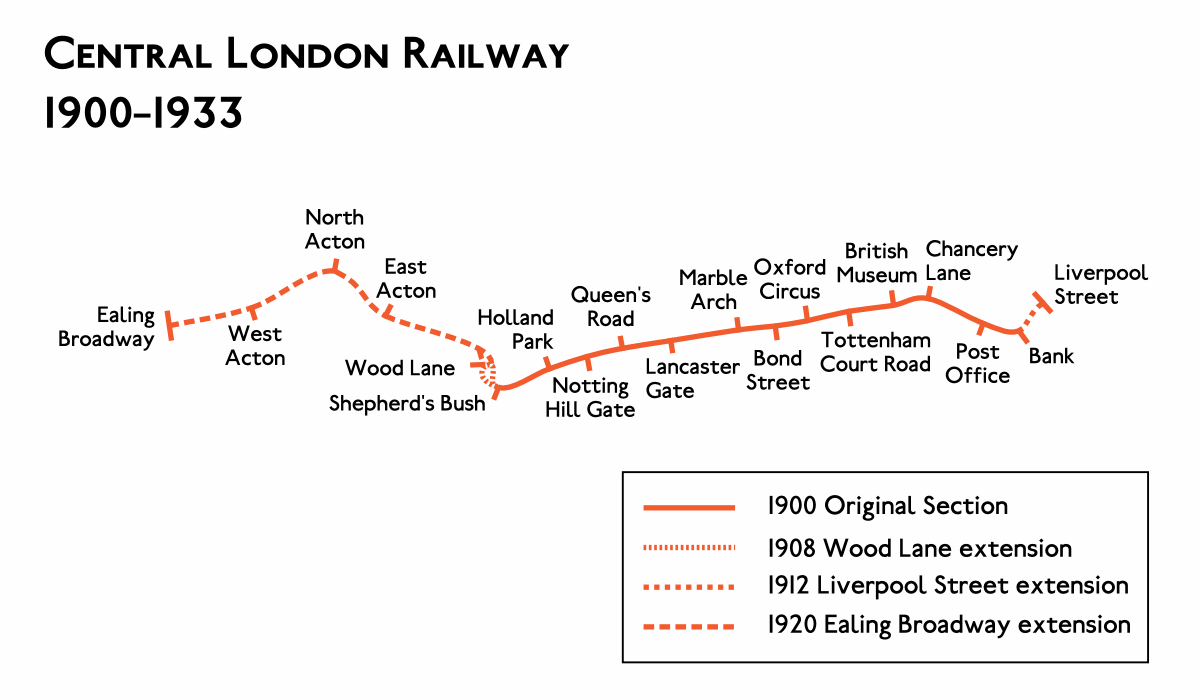
Karte mit Stammstrecke und Erweiterungen

Die Central London Railway (CLR), wegen ihres Einheitsfahrpreises auch als Twopenny Tube bekannt, war eine Vorgängergesellschaft der heutigen London Underground, der U-Bahn der britischen Hauptstadt London. Ihre überwiegend unterirdische Strecke durch das West End und die City of London bildet heute den zentralen Abschnitt der Central Line.
Die Bahngesellschaft wurde 1889 gegründet, doch erst sechs Jahre später konnte die Finanzierung des Streckenbaus durch ein Syndikat von Investoren gesichert werden. Die Bauarbeiten am ersten Abschnitt begannen 1896 und dauerten bis 1900. Nach ihrer Eröffnung bediente die CLR 13 Stationen und verkehrte vollständig unterirdisch auf einer Länge von 9,14 Kilometern zwischen Shepherd’s Bush im Westen und der Bank of England im Osten. Depot und Kraftwerk befanden sich nahe der westlichen Endstation. Nach dem Scheitern eines Projekts, das die Bahn zu einer Ringlinie erweitern sollte, wurde die Strecke 1908 westwärts zur Wood Lane und 1912 ostwärts zum Bahnhof Liverpool Street verlängert. 1920 folgte eine weitere Verlängerung unter Mitbenutzung von Gleisen der Great Western Railway von Wood Lane nach Ealing, so dass die Strecke eine Gesamtlänge von 17,57 Kilometern aufwies.
Zwar erwirtschaftete die CLR zu Beginn noch ansehnliche Gewinne für ihre Investoren, doch wachsende Konkurrenz durch andere private U-Bahnen und motorisierte Omnibusse führte zu sinkenden Fahrgastzahlen. 1913 wurde die Gesellschaft von der Holdinggesellschaft Underground Electric Railways Company of London (UERL) übernommen, die damals einen großen Teil der Londoner U-Bahnen betrieb. 1933 ging die CLR zusammen mit der UERL in öffentlich-rechtlichen Besitz über.

## Planungen (1889–1892)

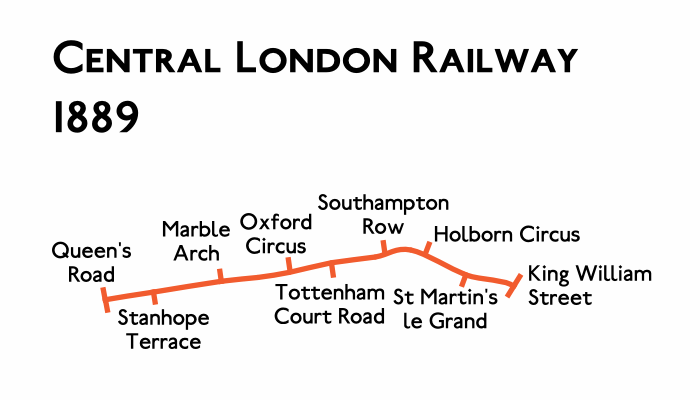
Zurückgewiesenes Projekt von 1889

Im November 1889 veröffentlichte die neu gegründete CLR in der London Gazette die Mitteilung, dass sie dem britischen Parlament in dessen nächster Session eine private Initiative vorlegen werde (von Gesetzes wegen musste das Parlament sämtliche privat finanzierten Bahnprojekte genehmigen). Vorgesehen war eine elektrisch betriebene Bahnstrecke von der Kreuzung der Queen’s Road (heute Queensway) und Bayswater Road im Stadtteil Bayswater bis zur King William Street in der City of London, inklusive einer Verbindung zur damals im Bau befindlichen City and South London Railway (C&SLR) an der Arthur Street West. Die CLR sollte in zwei einspurigen Röhren unter den Straßen Bayswater Road, Oxford Street, New Oxford Street, High Holborn, Holborn Viaduct, Newgate Street, Cheapside und Poultry verlaufen. Vorgesehen waren neun Stationen (Queen’s Road, Stanhope Terrace, Marble Arch, Oxford Circus, Tottenham Court Road, Southampton Row, Holborn Circus, St. Martin’s le Grand und King William Street).
Die Tunnelröhren sollten einen Durchmesser von 11 Fuß (3,35 Meter) aufweisen, mit Schildvortrieb gebohrt und mit gusseisernen Tübbingen gestützt werden. In den Stationen sollte der Durchmesser je nach Grundriss 22 oder 29 Fuß (6,71 bzw. 8,84 Meter) betragen. Außerdem war auf einem 1,5 acres (0,61 Hektar) großen Grundstück auf der Westseite der Queen’s Road der Bau eines Depots und eines Kraftwerks vorgesehen. Jede Station sollte mit hydraulischen Aufzügen von der Oberfläche hinunter zu den Bahnsteigen ausgestattet werden.
Heftigen Widerstand gegen die geplante Strecke leisteten die Metropolitan Railway (MR) und die Metropolitan District Railway (MDR). Beide Gesellschaften wollten neue Konkurrenz verhindern, da sie Fahrgastverkehr von der teilweise parallel verlaufenden inneren Ringbahn (Inner Circle, heute Circle Line) abziehen würde. Auch die Corporation of London lehnte das Projekt ab. Sie befürchtete Setzungsschäden an Gebäuden entlang der Strecke, wie sie bereits beim Bau der C&SLR aufgetreten waren. Dekan und Domkapitel der St Paul’s Cathedral waren über das mögliche Risiko einer Unterhöhlung des Kathedralenfundaments besorgt. Joseph Bazalgette, Chefingenieur des Metropolitan Board of Works, gab zu bedenken, dass die Tunnelröhren das städtische Abwassersystem beschädigen würden. Das Projekt fand die Zustimmung des House of Commons, wurde aber vom House of Lords zurückgewiesen, das empfahl, jegliche Entscheidung bis nach der Eröffnung der C&SLR auszusetzen, um dessen Betrieb beurteilen zu können.

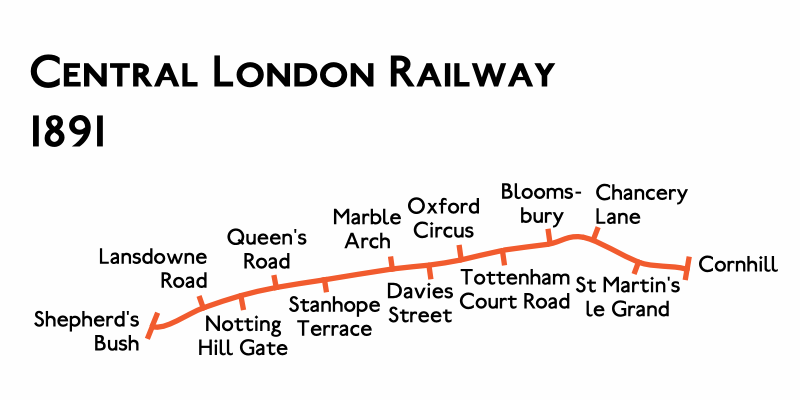
Genehmigte Strecke von 1891

Im November 1890, kurz vor der Betriebsaufnahme der C&SLR, kündigte die CLR eine neue Initiative für die Parlamentssession 1891 an. Die Strecke sollte über das westliche Ende hinaus zum Shepherd’s Bush Green verlaufen, während Depot und Kraftwerk nördlich der neuen Endstation an der Wood Lane errichtet werden sollten. Zu Beginn des Jahres 1890 war die London Central Subway vorgeschlagen worden. Diese Unterpflasterbahn kam nie über das Stadium von Grobplanungen hinaus, so dass die CLR die Streckenführung in ihre eigenen Überlegungen miteinbezog. Als östliche Endstation war nicht mehr die King William Street vorgesehen, sondern der nahe gelegene Cornhill, die geplante Station Southampton Row wurde durch eine in Bloomsbury ersetzt. Weitere Zwischenstationen sollten an der Lansdowne Road, am Notting Hill Gate, an der Davies Street und an der Chancery Lane entstehen. Die CLR gab ihre früheren Pläne, die Strecke mit der C&SLR zu verbinden, auf und vergrößerte den Durchmesser der Tunnelröhren auf 11 Fuß und 6 Zoll (3,51 Meter). Dieses Mal genehmigten beide Parlamentskammern die Initiative; sie erlangte am 5. August 1891 Rechtskraft als Central London Railway Act 1891. Eine weitere Initiative veröffentlichte die CLR im November 1891. Das östliche Streckenende sollte nun unter dem Bahnhof Liverpool Street der Great Eastern Railway (GER) zu liegen kommen. Die bisher geplante Endstation Cornhill wurde aufgegeben, stattdessen war nun eine Zwischenstation nahe der Royal Exchange vorgesehen. Die Vorschläge erlangten am 28. Juni 1892 Rechtskraft als Central London Railway Act 1892.

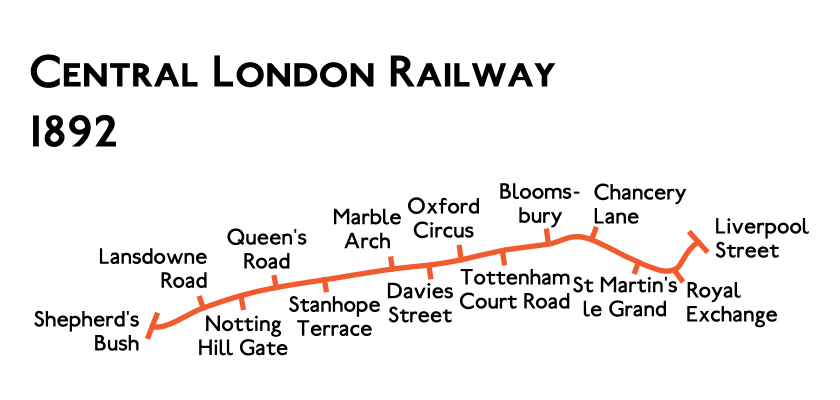
Genehmigte Strecke von 1892

Ein Syndikat von Investoren stellte die benötigten Finanzmittel zur Verfügung. Dazu gehörten unter anderem Ernest Cassel, Darius Ogden Mills und Mitglieder der Rothschild-Familie. Am 22. März 1894 beauftragte das Syndikat die Electric Traction Company Limited (ETCL) mit der Ausführung der Bauarbeiten. Die ETCL rechnete mit Baukosten von 2.544.000 Pfund (entspricht etwa 244 Millionen Euro im Jahr 2011), hinzu kamen Anleihen in der Höhe von 700.000 Pfund zu einem Zinssatz von 4 %. Als das Syndikat im Juni 1895 285.000 CLR-Aktien zu je 10 Pfund zum Verkauf anbot, konnte sie nur 14 % davon absetzen, da die britische Öffentlichkeit nach dem Scheitern ähnlicher Bahnprojekte vorsichtig geworden war. Einige Aktien konnten in Europa und in den Vereinigten Staaten verkauft werden, doch die überwiegende Mehrzahl mussten die Syndikatsmitglieder und die ETCL selbst erwerben.

## Bauarbeiten (1896–1900)
Für die Planung der Bahnstrecke stellte die CLR die Ingenieure James Henry Greathead, John Fowler und Benjamin Baker an. Greathead war Ingenieur der Tower Subway und der C&SLR gewesen, außerdem hatte er den Schildvortrieb entwickelt, mit dem die Tunnel beider Unternehmen unter der Themse errichtet worden waren. Fowler war Ingenieur der 1863 eröffneten Metropolitan Railway gewesen, der weltweit ersten U-Bahn. Baker war bei der Errichtung der New Yorker Hochbahnen und zusammen mit Fowler beim Bau der Forth Bridge beteiligt gewesen. Greathead starb kurz nach Beginn der Bauarbeiten. An seine Stelle trat Basil Mott, dessen Assistent beim Bau der C&SLR.

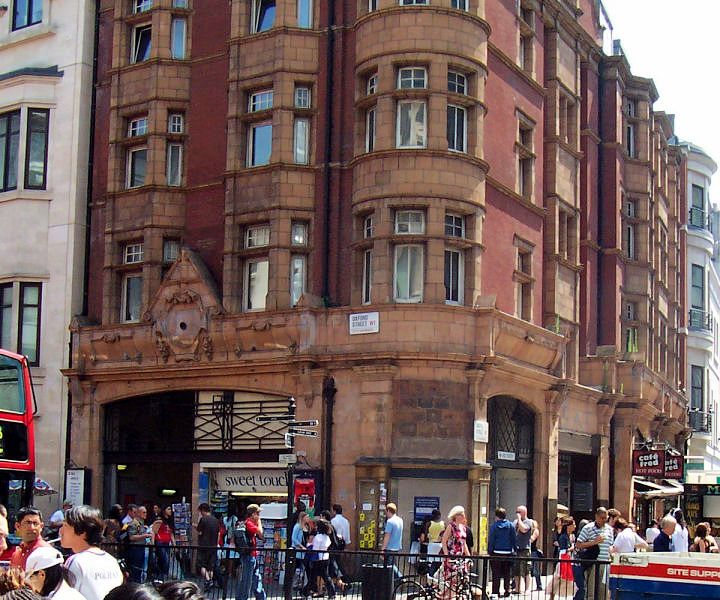
Oxford Circus, ein Beispiel für die Gestaltung der CLR-Stationen durch Harry Bell Measures

Wie die meisten Gesetze dieser Art beinhaltete auch das Gesetz von 1891 Zeitlimiten für die Enteignung von Grundstücken und die Kapitalaufnahme (die Zeitlimiten sorgten dafür, dass ungenutzte Genehmigungen rasch verfielen und somit zukünftige Projekte nicht unnötig lange blockierten). Ursprünglich war die Fertigstellung für Ende 1896 geplant, doch die Kapitalaufnahme und der Erwerb der Grundstücke für die Stationen verzögerten sich so sehr, dass zu Beginn dieses Jahres die Bauarbeiten noch gar nicht begonnen hatten. Um mehr Zeit zu gewinnen, ersuchte die CLR um eine Fristverlängerung bis 1899, die das Parlament mit dem Central London Railway Act 1894 gewährte. Die ETCL teilte die Strecke in drei Baulose ein: von Shepherd’s Bush bis Marble Arch, von Marble Arch bis St. Martin’s le Grand und von St. Martin’s le Grand bis Bank. Die Bauarbeiten begannen im April 1896 mit dem Abriss von Gebäuden an der Chancery Lane. Im August und September 1896 folgte der Aushub von Schächten bei Chancery Lane, Shepherd’s Bush, Stanhope Terrace und Bloomsbury.
Verhandlungen mit der GER über die Einrichtung einer Baustelle unter dem Bahnhof Liverpool Street verliefen ergebnislos. Aus diesem Grund wurde der letzte Abschnitt nordöstlich von Bank nur zu einem kleinen Teil ausgeführt, damit dort später Abstellgleise verlegt werden konnten. Um das Risiko von Setzungen zu verringern, folgten die Tunnels exakt dem Straßenverlauf an der Oberfläche und vermieden die Unterquerung von Gebäuden. Üblicherweise wurden die Tunnelröhren Seite an Seite in einer Tiefe von 60 bis 110 Fuß (18 bis 34 Meter) gebohrt. Wo die Straßen dafür zu schmal waren, ordnete man die Röhren übereinander an. Aus diesem Grund besitzen die Stationen Chancery Lane und St. Paul’s Bahnsteige auf zwei Ebenen. Um das Abbremsen ankommender Züge und die Beschleunigung abfahrender Züge zu erleichtern, baute man die Stationen so, dass die angrenzenden Tunnelabschnitte leicht geneigt waren.
Ende 1898 waren die Tunnelbohrarbeiten abgeschlossen. Da die gusseisernen Tübbinge nicht wie ursprünglich geplant mit Beton verkleidet worden waren, erhöhte sich der Röhrendurchmesser auf 11 Fuß und 8¼ Zoll (3,56 Meter). Die CLR führte Verhandlungen mit der Corporation of London, um die Schalterhalle der Station Bank unter der Kreuzung von Threadneedle Street und Cornhill bauen zu können. Dieses komplexe Vorhaben erforderte die Errichtung eines stählernen Rahmenwerks unter der Oberfläche sowie die Verlegung bestehender Leitungen und Kabel in neue Röhren unterhalb der Fußgängerunterführungen zwischen der Schalterhalle und den Ausgängen. Verzögerungen dieser Arbeiten erwiesen sich als derart kostspielig, dass sie fast zum Bankrott des Unternehmens führten. Eine weitere Fristerstreckung um ein Jahr erhielt die CLR mit dem Central London Act 1899 zugesprochen.

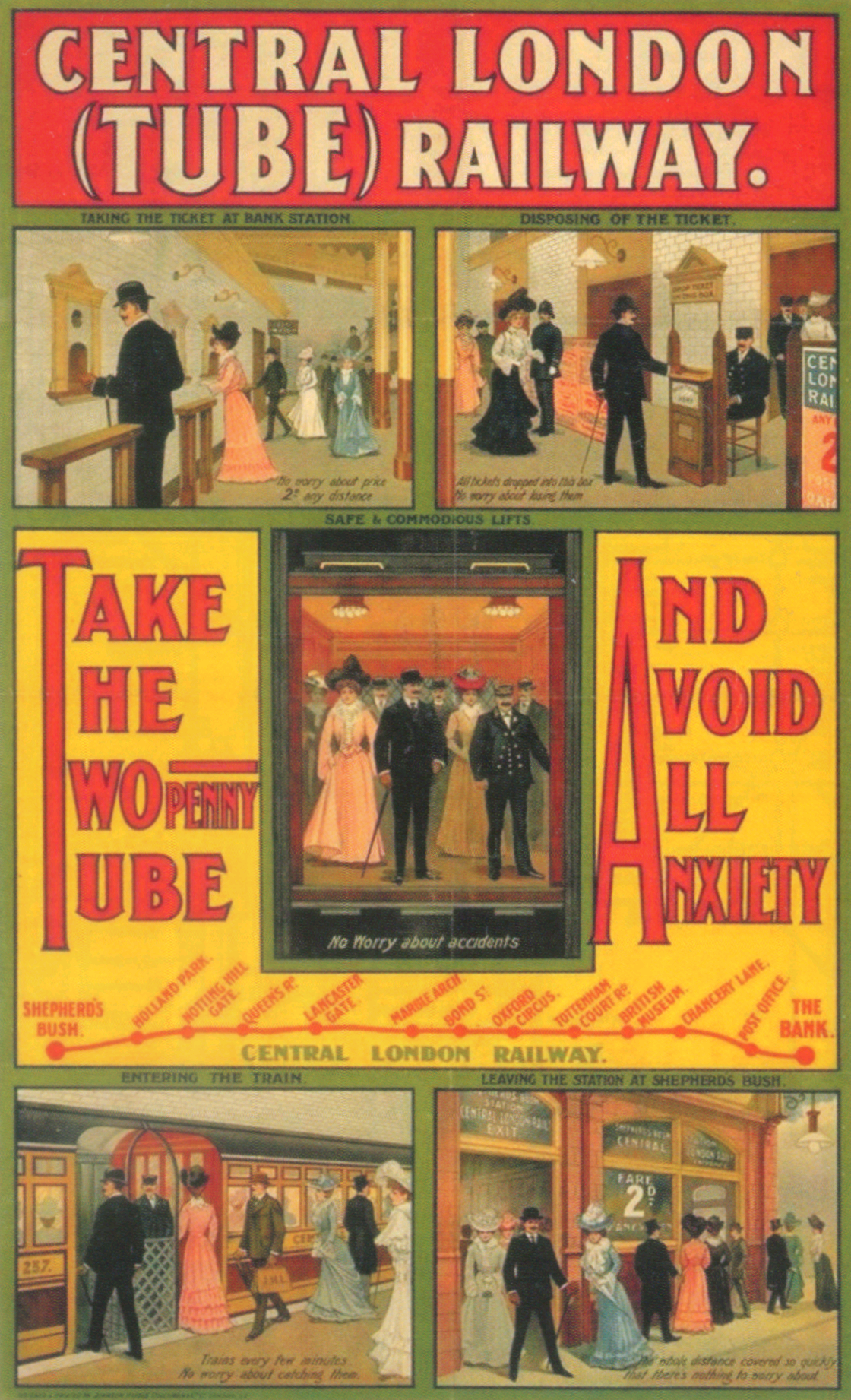
Plakat der CLR, das die Einfachheit der Bahnbenutzung hervorhebt (1905)

Abgesehen von der vollständig unterirdisch gelegenen Station Bank erhielten alle Stationen Zugangsgebäude, die von Harry Bell Measures entworfen wurden. Sie hatten jeweils ein Stockwerk, um eine spätere Aufstockung für kommerzielle Nutzungen zu ermöglichen, und waren mit beigefarbenen Terrakotta-Ziegeln verkleidet. Jede Station war mit Aufzügen der Sprague Electric Company in New York ausgestattet. Sie wurden in verschiedenen Größen und Konfigurationen geliefert, um sie dem Fahrgaststrom in jeder Station anzupassen. Üblicherweise waren zwei oder drei Aufzugskabinen in einem gemeinsamen Schacht angeordnet. Die Tunnelwände im Stationsbereich waren mit einfachen weißen Keramikziegeln verziert, elektrische Bogenlampen sorgten für die Beleuchtung. Ein Kraftwerk an der Wood Lane produzierte Wechselstrom mit einer Spannung von 5000 Volt. Mehrere Umspannwerke entlang der Strecke wandelten diesen in 550 Volt Gleichstrom um, der Antrieb der Züge erfolgte über eine Stromschiene.

## Eröffnung
Der Prince of Wales nahm die offizielle Eröffnung der CLR am 27. Juni 1900 vor, einen Tag vor Ablauf des Central London Act 1899. Der reguläre Betrieb begann erst am 30. Juli. Die CLR bediente folgende Stationen: Shepherd’s Bush, Holland Park, Notting Hill Gate, Queen’s Road (heute Queensway), Lancaster Gate, Marble Arch, Bond Street (ab 24. September 1900), Oxford Circus, Tottenham Court Road, British Museum (1933 geschlossen), Chancery Lane, Post Office (heute St. Paul’s) und Bank.
Die CLR erhob einen einheitlichen Fahrpreis von zwei Pence für eine Fahrt zwischen zwei beliebigen Stationen, woraufhin die Daily Mail im August 1900 der Bahn den Spitznamen Twopenny Tube gab. Das neue Verkehrsangebot erfreute sich großer Beliebtheit; bis zum Ende des Jahres 1900 wurden 14.916.922 Fahrgäste befördert. Die CLR lockte zahlreiche Fahrgäste der Pferdeomnibusse entlang ihrer Route an, ebenso von den langsameren dampfbetriebenen MR- und MDR-Zügen, so dass sich die Fahrgastzahl in den ersten Jahren bei rund 45 Millionen jährlich einpendelte. Die Einnahmen betrugen das Doppelte der Ausgaben und von 1900 bis 1905 zahlte das Unternehmen seinen Investoren eine Dividende von 4 % aus.

## Rollmaterial

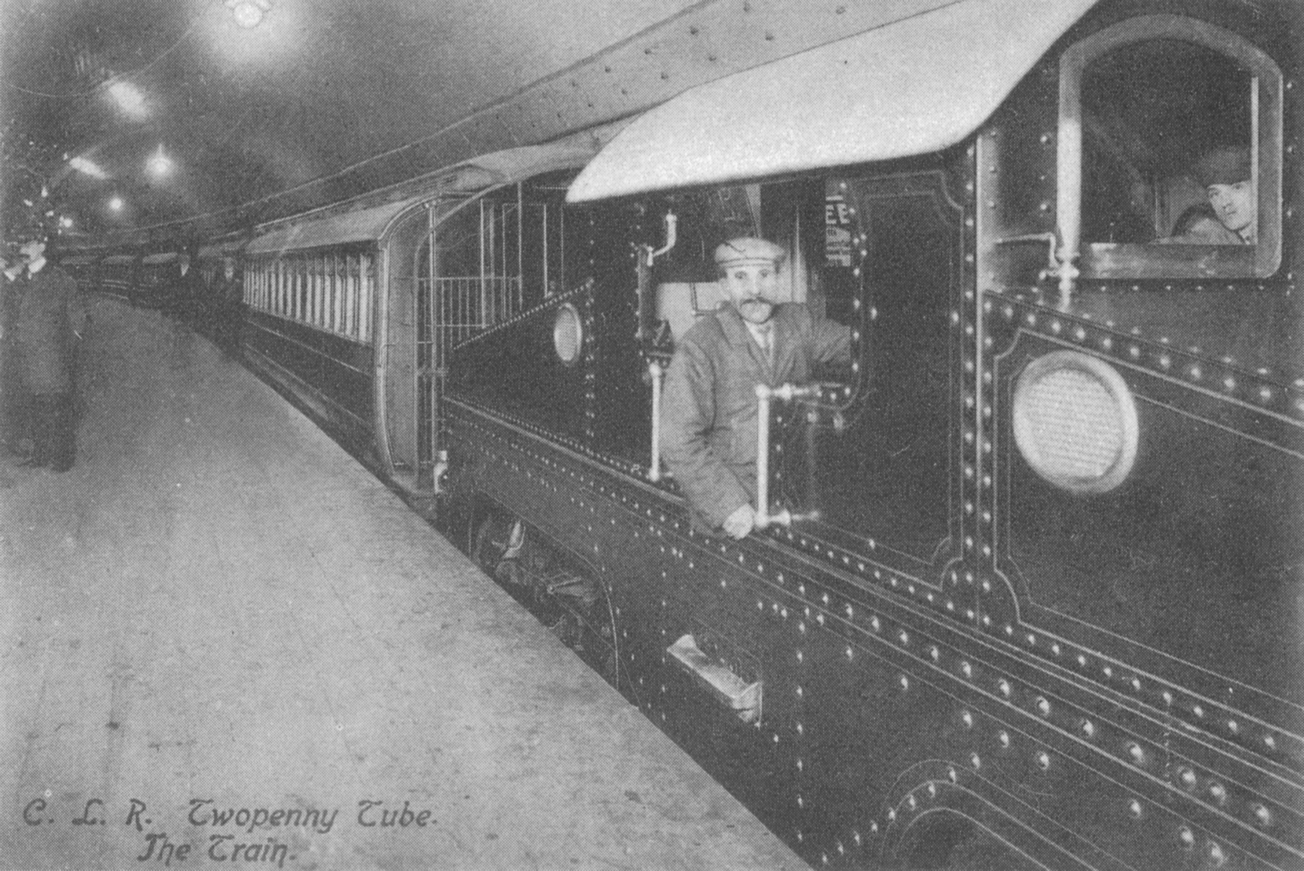
CLR-Lokomotive von 1900

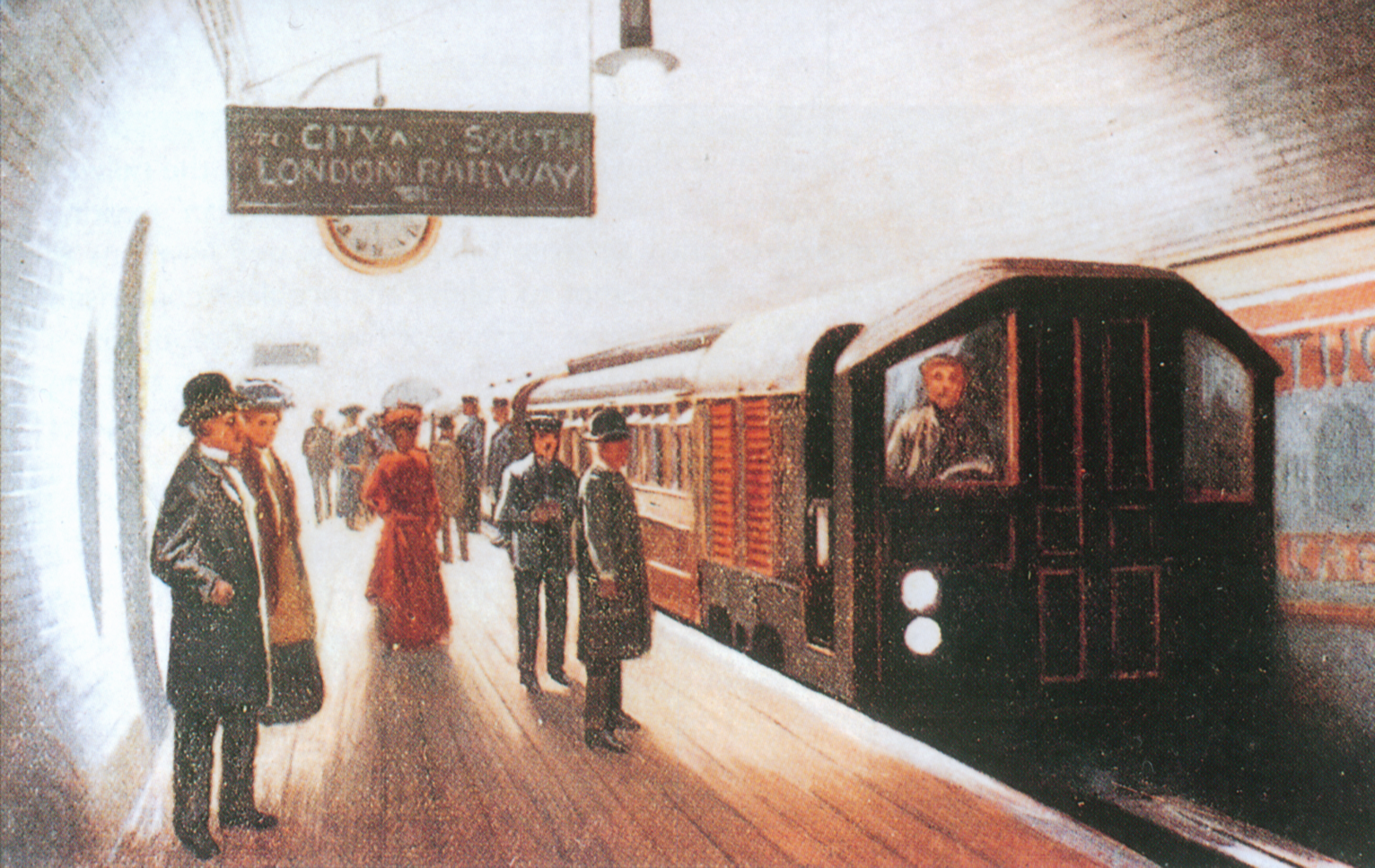
CLR-Triebwagen von 1903

Greathead hatte ursprünglich geplant, die Züge von einem Paar kleiner Elektrolokomotiven ziehen zu lassen, je eine an den Enden eines Zuges. Doch das Board of Trade wies diesen Vorschlag zurück und es wurde eine größere Lokomotive entworfen, die bis zu sieben Wagen ziehen konnte. Die amerikanische General Electric Company, deren Direktor das Syndikatsmitglied Darius Ogden Mills war, fertigte 28 Lokomotiven an. Die Anlieferung der Einzelteile erfolgte vom Londoner Hafen aus mit Lastkähnen auf der Themse nach Chelsea und von dort weiter zum Depot Wood Lane, wo man sie zusammensetzte. Einer der Lastkähne sank unterwegs, doch die Ladung konnte geborgen und verwendet werden. Die britischen Unternehmen Ashbury Railway Carriage and Iron Company und Brush Electrical Engineering Company fertigten 168 Wagen an. Fahrgäste bestiegen und verließen die Züge durch faltbare Fachwerkgittertüren an den Enden eines Wagens. Die Gitter wurden von Wärtern bedient, die auf den Außenplattformen mitfuhren. Ursprünglich plante die CLR zwei Wagenklassen, gab dieses Vorhaben aber vor der Eröffnung auf, obwohl die Innenausstattung der Wagen zu diesem Zweck mit unterschiedlicher Qualität ausgeführt worden war.
Bald nach Eröffnung der Bahn begannen sich die Bewohner der Gebäude entlang der Strecke über Vibrationen durch fahrende Züge zu beschweren. Grund für die Vibrationen waren die 44,7 Tonnen schweren, meist ungefederten Lokomotiven. Das Board of Trade setzte eine Kommission ein, um das Problem anzugehen und die CLR experimentierte mit zwei Lösungskonzepten. Als erstes modifizierte sie drei Lokomotiven durch den Einbau leichterer Motoren und verbesserter Aufhängung. Dadurch verringerte sich das Gewicht auf 31,5 Tonnen, durch eine bessere Federung konnten die Vibrationen zusätzlich gedämpft werden. Die zweite Lösung bestand darin, in zwei Sechs-Wagen-Zügen die Endwagen mit einer Fahrerkabine und einem Motor auszustatten, so dass sie ohne zusätzliche Lokomotive als Triebwagen verkehren konnten. Die leichteren Lokomotiven reduzierten tatsächlich die an der Oberfläche spürbaren Vibrationen, doch mit den Triebwagen verschwanden sie fast vollständig, so dass sich die CLR für diese Lösung entschied. Als Folge des Kommissionsberichts erwarb die CLR 64 Triebwagen, um sie mit dem bestehenden Rollmaterial zu Sechs- oder Sieben-Wagen-Zügen zusammenzustellen. Der Übergang zum Triebwagenbetrieb war im Juni 1903 abgeschlossen. Die Lokomotiven wurden verschrottet, bis auf zwei, die man für Rangieraufgaben im Depot weiterverwendete.

## Erweiterungen

### Nicht ausgeführte Wendeschleifen (1901)

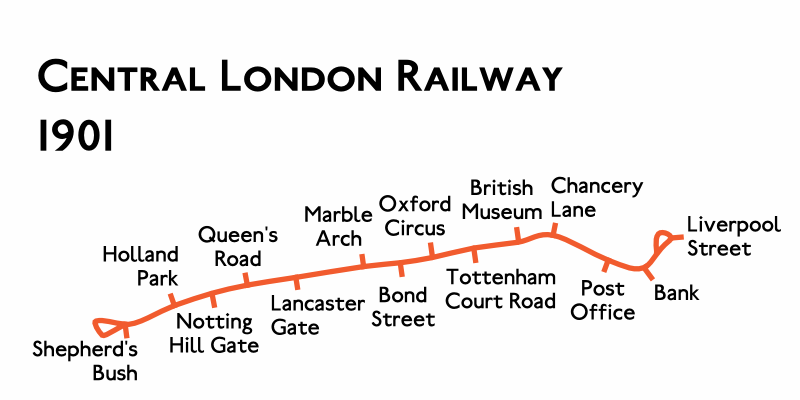
Zurückgewiesenes Projekt von 1901

Die Fähigkeit der CLR, ihre hohen Fahrgastzahlen zu bewältigen, war eingeschränkt, da sie die Intervalle zwischen den Zügen kaum verkürzen konnte. Der Grund lag darin, dass die Lokomotive an den Endstationen abgekuppelt und an das entgegengesetzte Zugende rangiert werden mussten, bevor ein Zug die Rückfahrt antreten konnte. Ein solches Manöver dauerte mindestens zweieinhalb Minuten. Um dieses Problem zu beheben, veröffentlichte die CLR im November 1900 eine weitere Gesetzesinitiative für die Parlamentssession 1901. Mit dieser erbat die CLR um die Genehmigung, an beiden Streckenenden Wendeschleifen zu errichten, so dass das zeitraubende Rangieren entfallen konnte. Die Wendeschleife am westlichen Streckenende sollte im Gegenuhrzeigersinn unter den drei Seiten des Parks Shepherd’s Bush Green verlaufen. Für das östliche Streckenende gab es zwei Varianten: eine Wendeschleife unter dem Bahnhof Liverpool Street oder eine größere Wendeschleife unter Threadneedle Street, Old Broad Street, Liverpool Street, Bishopsgate und zurück zur Threadneedle Street. Die geschätzten Kosten der Wendeschleifen betrugen 800.000 Pfund (ca. 72 Millionen Euro im Jahr 2011)., wobei der größte Teil auf das östliche Ende mit seinen kostspieligen Wegerechten entfiel.
Neben der CLR-Initiative standen noch sieben weitere U-Bahn-Projekte zur parlamentarischen Beratung an (von denen letztlich kein einziges verwirklicht wurde). Um die Initiativen gleichberechtigt zu begutachten, setzten beide Parlamentskammern eine gemeinsame Kommission unter dem Vorsitz von Lord Windsor ein. Doch als die Kommission ihren Bericht vorlegte, war die Parlamentssession schon fast zu Ende und die Promotoren wurden gebeten, ihre Initiativen im Hinblick auf die nächste Parlamentssession 1902 nochmals einzureichen. Zu den Empfehlungen der Kommission gehörten die Zurückweisung der östlichen Wendeschleife der CLR. Sie gelangte auch zum Schluss, dass die Londoner Pendler von einer direkten U-Bahn-Route zwischen Hammersmith und der City of London profitieren würden.

### Gescheitertes Ringlinienprojekt (1902–05)

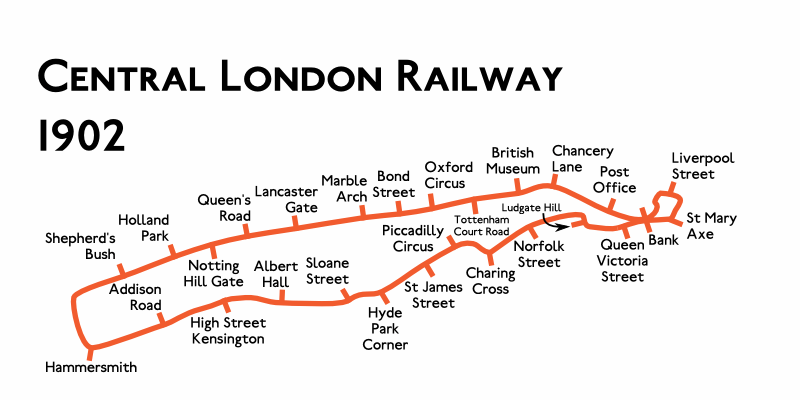
Zurückgewiesenes Projekt von 1902

Anstatt ihre Initiative von 1901 nochmals einzureichen, präsentierte die CLR für die Session 1902 eine viel ehrgeizigere Alternative. Sie schlug vor, die gesamte Bahn durch den Bau einer südlichen Route zwischen den bestehenden Endstationen zu einer Ringlinie zu erweitern und somit dem Wunsch der Kommission nach einer direkten Route Hammersmith–City zu entsprechen. Am westlichen Ende sollten vom Abstellgleis der Station Shepherd’s Bush und vom Depot-Zugangstunnel neue Tunnelröhren gebohrt werden. Sie sollten den Shepherd’s Bush Green unterqueren, der Goldhawk Road folgen und dann nach Süden abschwenken. An der Kreuzung von Hammersmith Grove und Brook Green Road (heute Shepherd’s Bush Road) sollte eine neue Station Umsteigemöglichkeiten zu den bereits bestehenden Stationen der MR, der MDR und der London and South Western Railway schaffen.
Von Hammersmith aus sollte die CLR-Strecke ostwärts verlaufen und sich an den Stationen Addison Road (heute Kensington Olympia) und High Street Kensington mit MDR-Strecken kreuzen. Von dort aus sollte die Strecke dem Südrand der Kensington Gardens folgen, mit Stationen bei der Royal Albert Hall und an der Kreuzung von Knightsbridge und Sloane Street, wo die Great Northern, Piccadilly and Brompton Railway (B&PCR; eine Vorgängerin der Piccadilly Line) bereits eine Baugenehmigung besaß. Sie wäre dann bis zum Leicester Square parallel zur geplanten B&PCR-Strecke verlaufen und dort nach Südosten zum Bahnhof Charing Cross abgeschwenkt. Über die Fleet Street und den Ludgate Circus (Umsteigemöglichkeit zur South Eastern and Chatham Railway am Bahnhof Ludgate Hill) hätte die Strecke weiter zur MDR-Station Mansion House geführt und schließlich die Station Bank auf einer tieferen Ebene erreicht. Der letzte Streckenabschnitt basierte auf den Plänen des Vorjahres, eine große Wendeschleife mit den Zwischenstationen St Mary Axe und Liverpool Street zurück zur oberen Obene der Station Bank. Zur Unterbringung des zusätzlich benötigten Rollmaterials sollte das Depot erweitert werden, auch war eine Leistungssteigerung des Kraftwerks vorgesehen. Die CLR schätzte die Kosten auf 3.781.000 Pfund (ca. 344 Millionen Euro im Jahr 2011): Davon entfielen 2.110.000 Pfund auf Bauarbeiten, 873.000 Pfund auf Landerwerb und 798.000 Pfund auf Züge und elektrische Anlagen.
Die Windsor-Kommission begutachte neben der CLR-Initiative mehrere andere für den Korridor Hammersmith–City (eine zweite Kommission unter dem Vorsitz von Lord Ribblesdale war für Prüfung von Nord-Süd-Strecken zuständig). Die CLR-Initiative genoss die Unterstützung der Bahngesellschaften, deren Bahnhöfe angebunden werden sollten, ebenso der C&SLR, des London County Council und der Corporation of London. Die Metropolitan Railway wehrte sich gegen das Vorhaben, da sie keine weitere Konkurrenz zu ihrer inneren Ringlinie wünschte. Parlamentsabgeordnete fürchteten wegen des Tunnelbaus um die Sicherheit der Tresorräume der Banken in der City, einen weiteren Risikofaktor sahen sie in der Unterhöhlung von Kirchenfundamenten. Die Windsor-Kommission lehnte den Abschnitt zwischen Shepherd’s Bush und Bank ab und bevorzugte eine konkurrierende Strecke der von J. P. Morgan unterstützten Piccadilly, City and North East London Railway. Die CLR zog daraufhin auch den Plan für die Wendeschleife in der City zurück, so dass der am 31. Juli 1902 angenommene Central London Railway Act 1902 lediglich ein paar Verbesserungen an der bestehenden Strecke umfasste.
Ende 1902 brach das PC&NELR-Konsortium auseinander und der wichtigste Teil ihrer geplanten Route kam unter die Kontrolle der rivalisierenden Underground Electric Railways Company of London (UERL), die das Vorhaben aus dem parlamentarischen Prozess herausnahm. Die CLR nutzte die Gelegenheit und reichte für 1903 ihre eigene Initiative erneut ein. Die Beratungen darüber verzögerten sich erneut, da das Parlament eine Kommission einsetzte, um die verschiedenen Vorhaben zu koordinieren und eine einheitliche Verkehrsplanung für ganz London anzustreben. Während die Kommission an der Arbeit war, wurden sämtliche Beratungen über neue U-Bahn-Strecken und Verlängerungen vertagt, so dass die CLR ihre Initiative schließlich zurückzog. Sie präsentierte ihre Ringlinien-Initiative ein zweites Mal für die Parlamentssession 1905, zog sie jedoch erneut zurück. Sie hatte im Oktober 1905 mit der UERL die Vereinbarung getroffen, dass keine der beiden Gesellschaften im Jahr 1906 eine Initiative für eine Ost-West-Route einreichen würde. Der Plan wurde ganz fallengelassen, als die neuen Triebwagenzüge es der CLR erlaubten, das Intervall auf zwei Minuten zu senken. Somit entfiel die Notwendigkeit für Wendeschleifen oder gar für eine kostspielige Ringlinie.

### Verlängerung nach Wood Lane (1906–1908)

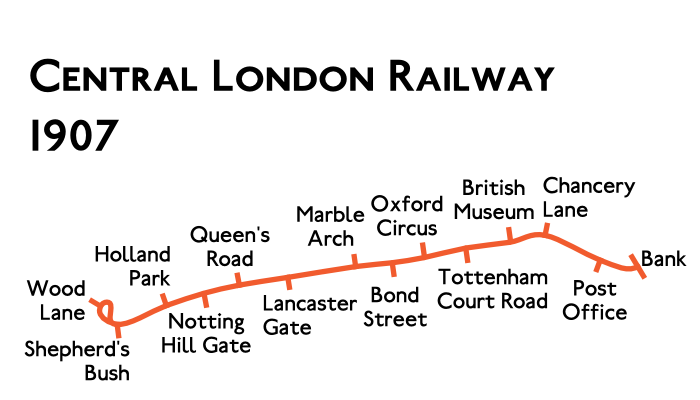
Genehmigte Route von 1907

1905 kündigte die britische Regierung Pläne an, eine internationale Ausstellung durchzuführen, um die 1904 unterzeichnete Entente cordiale zwischen Frankreich und Großbritannien zu feiern. Das für die Franco-British Exhibition vorgesehene Ausstellungsgelände im Stadtteil White City lag gegenüber dem CLR-Depot an der Wood Lane. Die CLR wollte sich die Gelegenheit, die Ausstellungsbesucher zu befördern, nicht entgehen lassen und kündigte im November 1906 eine neue Initiative an. Geplant war eine große Wendeschleife von der Station Shepherd’s Bush aus um das Depot herum, an der nahe dem Eingang zur Ausstellung die neue Station Wood Lane errichtet werden sollte. Das Parlament genehmigte das Projekt am 26. Juli 1907 mit dem Central London Railway Act 1907.
Die neue Wendeschleife entstand durch den Bau eines Tunnelabschnitts, der das Abstellgleis westlich der Station Shepherd’s Bush mit der Nordseite des Depots verband. Von Shepherd’s Bush aus verkehrten die Züge im Gegenuhrzeigersinn über die eingleisige Wendeschleife, zuerst durch den ursprünglichen Depot-Zugangstunnel, danach entlang der Nordseite des Depots und über die neue Station und schließlich durch den neuen Tunnelabschnitt zurück nach Shepherd’s Bush. An der Gleisanordnung im Depot wurden ebenfalls Änderungen vorgenommen, um Platz für die neue Station zu schaffen und den regulären Betrieb zu ermöglichen. Die Bauarbeiten begannen im Januar 1907, die Eröffnung von Ausstellung und neuer Station erfolgte am 14. Mai 1908. Das neue Stationsgebäude befand sich oberirdisch zwischen den beiden Tunnelportalen und war von Harry Bell Measures in schlichter Ausführung entworfen worden. Es gab zwei gekrümmte Bahnsteige; Fahrgäste verließen die Züge auf der einen Seite und betraten sie auf der anderen.

### Verlängerung zum Bahnhof Liverpool Street (1908–1912)

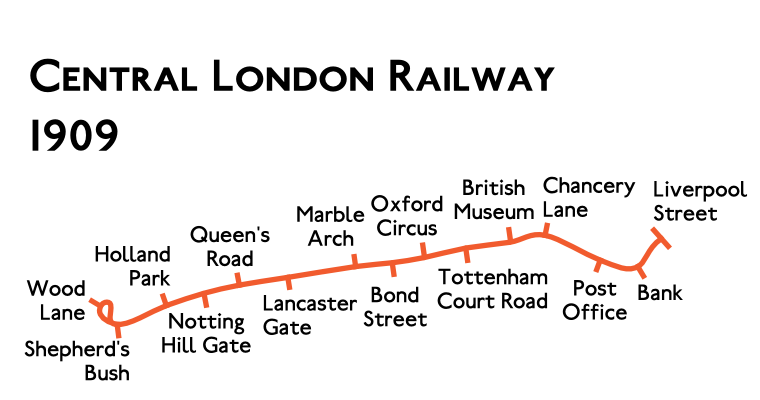
Genehmigtes Projekt von 1909

Nach Inbetriebnahme der Verlängerung nach Wood Lane griff die CLR ihren früheren Plan zur Anbindung des Bahnhofs Liverpool Street wieder auf. Dieses Mal gestattete die Great Eastern Railway der CLR die Errichtung einer U-Bahn-Station unter dem Bahnhofgebäude – unter der Voraussetzung, dass von dort aus keine weiteren Gebiete im Norden und Nordosten erschlossen würden, denn die U-Bahn sollte die GER-Vorortseisenbahnen nicht konkurrieren. Die CLR veröffentlichte im November 1908 eine Initiative für die Parlamentssession 1909; als Central London Railway Act 1909 erlangte sie am 16. August 1909 Rechtskraft. Die Bauarbeiten begannen im Juli 1910 und die neue Station Liverpool Street wurde am 28. Juli 1912 eröffnet. Nach der erfolgreichen Einführung in der MDR-Station Earl’s Court war diese Station die erste unterirdische, die mit Rolltreppen ausgestattet wurde. Zwei führten zum Bahnhof Liverpool Street und zwei zum benachbarten Bahnhof Broad Street der North London Railway.

### Verlängerung nach Ealing Broadway (1911–1920)
Als Nächstes plante die CLR eine Verlängerung westwärts in Richtung Ealing. 1905 hatte die Great Western Railway (GWR) vom Parlament die Genehmigung erhalten, die Ealing and Shepherd’s Bush Railway (E&SBR) zu bauen, welche die GWR-Hauptstrecke bei Ealing Broadway mit der West London Railway (WLR) nördlich von Shepherd’s Bush verbinden sollte. Von Ealing aus sollte die Strecke nordostwärts durch noch weitgehend ländliches Gebiet führen, danach ostwärts auf einer kurzen Länge parallel zur High-Wycombe-Strecke der GWR führen und anschließend nach Südosten abbiegen. Sie sollte dann auf einem Damm entlang der Grünflächen Old Oak Common und Wormwood Scrubs verlaufen und schließlich in kurzer Entfernung zum CLR-Depot auf die WLR treffen.

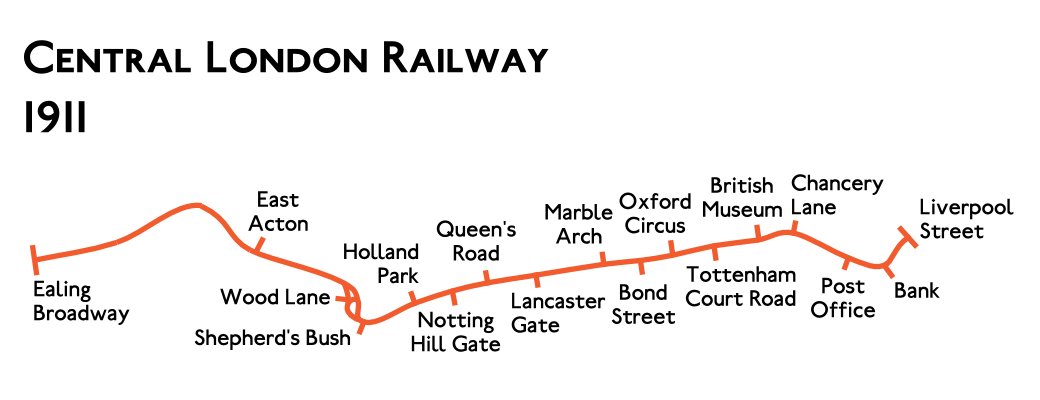
Genehmigtes Projekt von 1911

Die Bauarbeiten begannen nicht umgehend und 1911 einigten sich CLR und GWR auf ein Streckennutzungsrecht für CLR-Züge bis Ealing Broadway. Um eine Verbindung zur E&SBR herzustellen, ersuchte die CLR um die Genehmigung, von Wood Lane aus eine kurze Verlängerung zu bauen. Das Parlament erteilte diese am 18. August 1911 mit dem Central London Railway Act 1911. Die GWR baute die neue E&SBR-Strecke und eröffnete sie am 16. April 1917, vorerst nur für dampfbetriebenen Güterverkehr. Die Elektrifizierung der Strecke verzögerte sich bis nach dem Ende des Ersten Weltkriegs. Der U-Bahn-Betrieb konnte erst am 3. August 1920 aufgenommen werden, mit East Acton als einziger Zwischenstation.
Die Station Wood Lane wurde modifiziert und erweitert, um die Verlängerung zur E&SBR anzuschließen. Die bestehenden Bahnsteige an der Wendeschleife behielt die CLR bei und nutzte sie für Züge, die nicht die gesamte Strecke befuhren. Auf einer tieferen Ebene entstanden zwei neue Bahnsteige für Züge von und nach Ealing Broadway, die Gleise schlossen an beide Seiten der Wendeschleife an. Der Bahnhof Ealing Broadway erhielt zusätzliche CLR-Bahnsteige zwischen den bestehenden Bahnsteigen der GWR und der MDR.
Für die Bedienung der 6,97 Kilometer langen Verlängerung bestellte die CLR bei Brush 24 zusätzliche Triebwagen. Als sie 1917 angeliefert wurden, lieh die Baker Street and Waterloo Railway (heutige Bakerloo Line) diese vorübergehend aus, um sie auf ihrer Verlängerung nach Watford Junction einzusetzen. Die neuen Wagen waren die ersten für Röhrenbahnen, die vollständig umschlossen waren, ohne vergitterte Plattformen am hinteren Ende. Sie waren mit Klapptüren ausgestattet, um den Fahrgastfluss zu beschleunigen. Zusätzlich baute die CLR 48 bestehende Wagen um, so dass mit 72 Wagen zwölf Sechs-Wagen-Züge gebildet werden konnten. Diese Modifikationen führten dazu, dass die neuen Wagen nicht mit dem älteren Rollmaterial von 1903 kompatibel waren und somit nicht gemeinsam eingesetzt werden konnten.

### Keine Verlängerung nach Richmond (1913 und 1920)

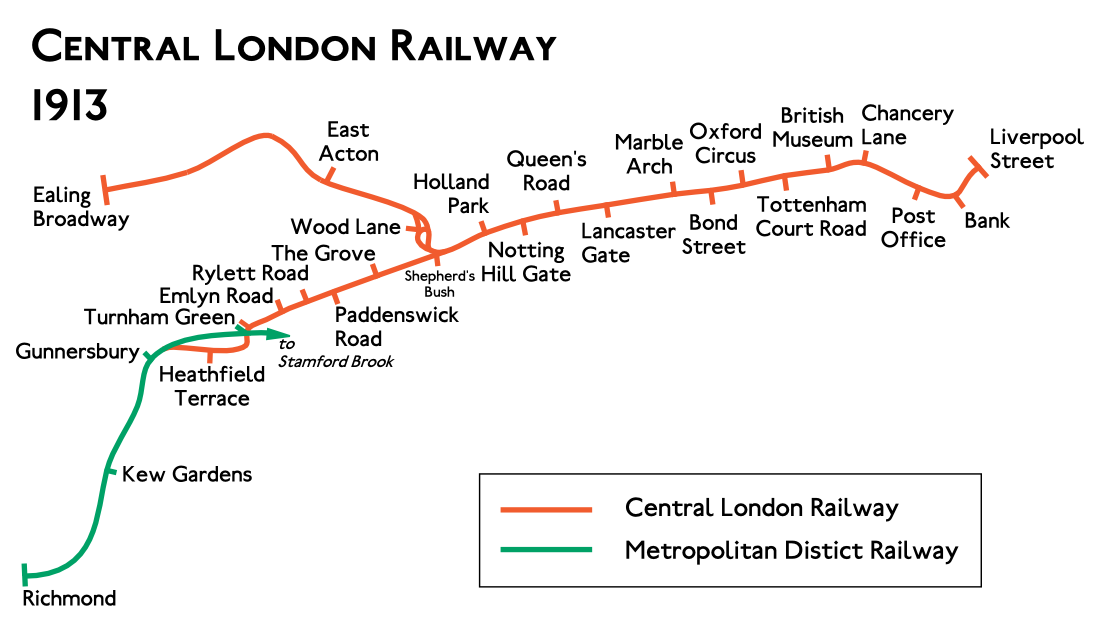
Genehmigtes Projekt von 1913

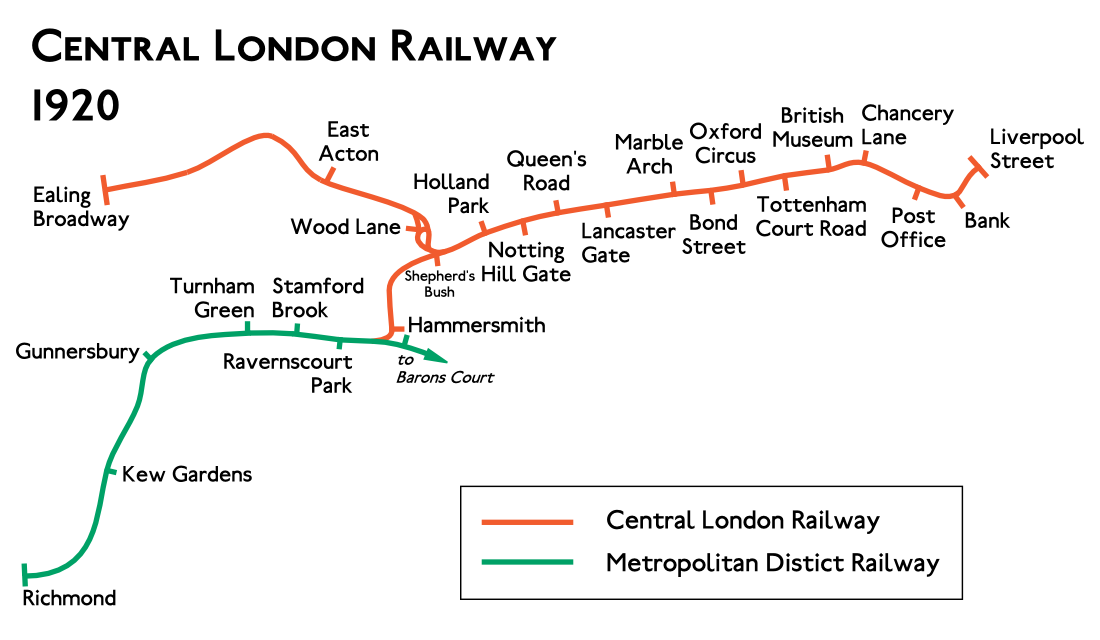
Genehmigtes Projekt von 1920

Im November 1912 kündigte die CLR Pläne für eine Verlängerung von Shepherd’s Bush in südwestlicher Richtung an. Geplant war ein Tunnel nach Chiswick, der bis kurz vor den Bahnhof Gunnersbury der London and South Western Railway (L&SWR) führen sollte. Ab dort sollte die CLR auf der L&SWR-Strecke nach Richmond verkehren, die damals von der MDR mitbenutzt wurde und 1905 von dieser elektrifiziert worden war. Zwischen Shepherd’s Bush und Gunnersbury waren sechs unterirdische Zwischenstationen vorgesehen. Die CLR erkannte die Möglichkeit der Mitbenutzung der L&SWR-Strecke über Richmond hinaus nach Twickenham, Sunbury-on-Thames und Shepperton, obschon dafür eine Elektrifizierung notwendig war. Mit dem am 15. August 1913 verabschiedeten Central London Railway Act 1913 erhielt die CLR die notwendige parlamentarische Genehmigung, doch der Ausbruch des Ersten Weltkriegs verhinderte den Baubeginn und die Genehmigungsfrist lief ungenutzt ab.
Eine weitere Initiative veröffentlichte die CLR im November 1919. Sie griff die Verlängerung nach Richmond wieder auf, schlug aber eine andere Streckenführung vor, die einen weitaus kürzeren Tunnel erforderte. Die Strecke sollte von Shepherd’s Bush aus südwärts führen und nach Verlassen des Tunnels auf stillgelegte L&SWR-Gleise nördlich des 1916 geschlossenen Bahnhofs Hammersmith Grove Road treffen. Von dort aus nutzten die stillgelegten L&SWR-Gleise westwärts dieselbe Trasse wie die MDR-Gleise über Turnham Green und Gunnersbury nach Richmond. Der Plan erforderte die Elektrifizierung der Gleise und sah die Mitbenutzung der bestehenden MDR-Stationen vor, während kostspieliger Tunnelbau nur auf einem kurzen Teilstück notwendig war. Das Parlament erteilte am 4. August 1920 die Genehmigung mit dem Central London and Metropolitan District Railway Companies (Works) Act, obschon die CLR keinerlei Anstalten machte, irgendwelche Arbeiten auszuführen. Die L&SWR-Gleise zwischen Ravenscourt Park und Turnham Green wurden schließlich 1932 für die Verlängerung der Piccadilly Line westlich von Hammersmith genutzt.

## Kooperation, Konsolidierung und Verkauf (1906–1913)
Sechs Jahre nach ihrer Eröffnung verzeichnete die CLR einen deutlichen Rückgang der Fahrgastzahlen. Ursache dafür war die stärkere Konkurrenz durch MDR und MR, die 1905 die innere Ringlinie elektrifiziert hatten, sowie durch die Great Northern, Piccadilly and Brompton Railway (GNP&BR), die im darauf folgenden Jahr eine Strecke nach Hammersmith eröffnete. Hinzu kam die Tatsache, dass auf den Straßen motorisierte Omnibusse in großer Zahl die langsameren Pferdeomnibusse zu ersetzen begannen. 1906 beförderte die CLR 43.057.997 Fahrgäste, 1907 sank diese Zahl um 14 Prozent auf 36.907.491. Zwar sorgte die Franco-British Exhibition 1908 für eine vorübergehende Erholung, doch die Fahrgastzahlen sanken danach wieder und betrugen 1912 ebenfalls rund 36 Millionen. Um ihre Einnahmen ungefähr gleich hoch zu halten, erhöhte die Gesellschaft im Juli 1907 den Einheitstarif für längere Fahrten auf drei Pence und reduzierte im März 1909 den Tarif für Kurzstrecken auf einen Penny. Mehrfahrtenkarten waren neu mit einem Rabatt erhältlich, nachdem sie zuvor zum Nennwert verkauft worden waren. Im Juli 1911 wurden auch Jahresabonnemente eingeführt.
Die CLR strebte danach, durch den Einsatz technischer Neuerungen Kosten einzusparen. Die Einführung von Totmanneinrichtungen und Fahrsperren im Jahr 1909 führte dazu, dass die Zugführer keinen Assistenten mehr benötigten, der auf die Sicherheit achten musste. Die Automatisierung der Signale erlaubte die Schließung mehrerer Stellwerke und eine Reduzierung des Stellwerkpersonals. Ab 1911 betrieb die CLR einen Paketdienst und baute vier Triebwagen so um, dass sie ein kleines Abteil für das Sortieren der Pakete enthielten. Diese wurden an den Stationen in Empfang genommen und durch Botenjungen auf Dreirädern an ihren Bestimmungsort geliefert. Der Paketdienst erwirtschaftete einen kleinen Gewinn, musste aber 1917 während des Krieges wegen Arbeitskräftemangels eingestellt werden.
Das Problem sinkender Einnahmen war nicht auf die CLR beschränkt, alle Londoner U-Bahn-Gesellschaften waren davon betroffen. Der reduzierte Ertrag durch geringere Fahrgastzahlen bereitete den Gesellschaften Schwierigkeiten, Fremdkapital zurückzuzahlen oder den Aktionären Dividenden auszuzahlen. Die Dividende der CLR betrug ab 1905 noch 3 Prozent, jene der UERL sogar nur 0,75 %. Ab 1907 begannen CLR, UERL, C&SLR und Great Northern and City Railway, Fahrpreisvereinbarungen zu treffen. Ab 1908 vermarkteten sie sich gemeinsam als Underground. Nach geheimen Übernahmeverhandlungen kündigte die UERL im November 1912 an, dass sie die CLR durch Aktientausch übernehmen werde. Die Übernahme erfolgte per 1. Januar 1913, die CLR blieb aber gegenüber den anderen U-Bahnlinien der UERL rechtlich eigenständig.

## Verbesserungen und Integration (1920–1933)
| Ausdehnung der Strecke im Jahr 1933 |  |                      |          |
| \| \| \| Ealing Broadway \| 1920 \| \| \| \| West Acton \| 1923 \| \| \| \| North Acton \| 1923 \| \| \| \| East Acton \| 1923 \| \| \| \| Wood Lane \| 1908 \| \| \| \| Depot \| \| \| \| \| \| \| \| \| \| \| \| \| \| \| Shepherd’s Bush \| 1900 \| \| \| \| Holland Park \| 1900 \| \| \| \| Notting Hill Gate \| 1900 \| \| \| \| Queen’s Road \| 1900 \| \| \| \| Lancaster Gate \| 1900 \| \| \| \| Marble Arch \| 1900 \| \| \| \| Bond Street \| 1900 \| \| \| \| Oxford Circus \| 1900 \| \| \| \| Tottenham Court Road \| 1900 \| \| \| \| British Museum \| 1900 \| \| \| \| Holborn \| (im Bau) \| \| \| \| Chancery Lane \| 1900 \| \| \| \| Post Office \| 1900 \| \| \| \| Bank \| 1900 \| \| \| \| Liverpool Street \| 1912 \| |  |                      |          |
| U-Bahn-Kopfbahnhof Streckenanfang |  | Ealing Broadway      | 1920     |
| U-Bahn-Haltepunkt / Haltestelle |  | West Acton           | 1923     |
| U-Bahn-Haltepunkt / Haltestelle |  | North Acton          | 1923     |
| U-Bahn-Haltepunkt / Haltestelle |  | East Acton           | 1923     |
| U-Bahn-Strecke von rechts |  | Wood Lane            | 1908     |
| U-Bahn-Strecke · U-Bahn-Dienststation / Betriebs- oder Güterbahnhof |  | Depot                | Depot    |
| U-Bahn-Abzweig geradeaus und von links · U-Bahn-Strecke nach rechts |  |                      |          |
| U-Bahn-Tunnelanfang |  |                      |          |
| U-Bahn-Bahnhof (im Tunnel) |  | Shepherd’s Bush      | 1900     |
| U-Bahn-Haltepunkt / Haltestelle (im Tunnel) |  | Holland Park         | 1900     |
| U-Bahn-Bahnhof (im Tunnel) |  | Notting Hill Gate    | 1900     |
| U-Bahn-Haltepunkt / Haltestelle (im Tunnel) |  | Queen’s Road         | 1900     |
| U-Bahn-Haltepunkt / Haltestelle (im Tunnel) |  | Lancaster Gate       | 1900     |
| U-Bahn-Haltepunkt / Haltestelle (im Tunnel) |  | Marble Arch          | 1900     |
| U-Bahn-Haltepunkt / Haltestelle (im Tunnel) |  | Bond Street          | 1900     |
| U-Bahn-Bahnhof (im Tunnel) |  | Oxford Circus        | 1900     |
| U-Bahn-Bahnhof (im Tunnel) |  | Tottenham Court Road | 1900     |
| U-Bahn-Haltepunkt / Haltestelle (im Tunnel) |  | British Museum       | 1900     |
| ehemaliger U-Bahn-Haltepunkt / Haltestelle (im Tunnel) |  | Holborn              | (im Bau) |
| U-Bahn-Haltepunkt / Haltestelle (im Tunnel) |  | Chancery Lane        | 1900     |
| U-Bahn-Haltepunkt / Haltestelle (im Tunnel) |  | Post Office          | 1900     |
| U-Bahn-Bahnhof (im Tunnel) |  | Bank                 | 1900     |
| U-Bahn-Kopfbahnhof Streckenende (im Tunnel) |  | Liverpool Street     | 1912     |

Nach der Übernahme ergriff die UERL Maßnahmen, um den Betrieb der CLR auf ihre übrigen Strecken abzustimmen. Im März 1928 legte sie das Kraftwerk der CLR still, den Strom lieferte fortan die Lots Road Power Station in Chelsea. Stärker frequentierte Stationen wurden modernisiert und mit Rolltreppen ausgestattet: 1924 Bank und Shepherd’s Bush, 1925 Oxford Circus und Tottenham Court Road, 1926 Bond Street. Letztere erhielt auch einen neuen, von Charles Holden entworfenen Eingangsbereich. In den frühen 1930er Jahren wurden auch Chancery Lane und Marble Arch umgebaut, um Rolltreppen installieren zu können.
Am 5. November 1923 wurden auf der Verlängerung nach Ealing die neuen Stationen North Acton und West Acton eröffnet. Sie waren gebaut worden, um neu entstandene Wohn- und Industrieviertel zu erschließen. Wie die bereits bestehende Station East Acton handelte es sich um einfach gestaltete Anlagen mit hölzernen Wartehäuschen auf den Bahnsteigen. Schon bald nach Eröffnung der GNP&BR im Jahr 1906 hatte die CLR die ungünstige Lage der Station British Museum und die fehlende Verbindung zur nahen GNP&BR-Station Holborn als Problem betrachtet. Ein Fußgängertunnel zwischen beiden Stationen war 1907 vorgeschlagen, aber nie gebaut worden. Im November 1913 schlug die CLR in einer Gesetzesinitiative vor, die Station British Museum zu schließen und als Ersatz neue Bahnsteige unter jenen der GNP&BR in der Station Holborn zu errichten. Das Parlament gab seine Zustimmung, doch der Erste Weltkrieg verhinderte jegliche Bauarbeiten. Erst 1930 griff die UERL das Projekt wieder auf. Die neuen Bahnsteige wurden zusammen mit einer neuen Schalterhalle und Rolltreppen zu beiden Linien am 25. September 1933 eröffnet, einen Tag zuvor hielt letztmals ein Zug regulär an der Station British Museum.
Zwischen März 1926 und September 1928 baute die CLR die letzten Wagen mit Gittertüren um. Sie ließ neue Schiebetüren auf beiden Seiten anbringen und die Endplattformen umschließen. Die Umbauten erhöhten die Kapazität und ermöglichten es der CLR, auf Türwärter zu verzichten. Die Türkontrolle oblag nun den zwei verbleibenden Wärtern, die je eine Hälfte des Zuges überwachten. Schließlich erlaubte der Einsatz von Funktechnik die Einsparung des zweiten Wärters, so dass auf einem Zug nur noch der Fahrer und ein Wärter anwesend waren. Die zusätzlichen Türen an der Seite waren jedoch nicht mit der Station Wood Lane kompatibel, wo die Länge des inneren Bahnsteigs an der Wendeschleife durch ein angrenzendes Anschlussgleis zum Depot eingeschränkt war. Das Problem konnte mit einem schwenkbaren Bahnsteigteil gelöst werden, das üblicherweise über dem Anschlussgleis lag, aber bei Bedarf verschoben werden konnte, um den Zugang zum Depot zu ermöglichen.

## Übergang in öffentlich-rechtlichen Besitz (1923–1933)
Trotz engerer Kooperation und Verbesserungen an den CLR-Stationen und anderen Teilen des U-Bahn-Netzes hatten die privaten Gesellschaften weiterhin mit finanziellen Schwierigkeiten zu kämpfen. Da die UERL seit 1912 die hochprofitable London General Omnibus Company (LGOC) besaß, konnte sie mit den Gewinnen der Busgesellschaft, die beinahe über ein Monopol verfügte, den Betrieb der weniger profitablen U-Bahnen quersubventionieren. Aufgrund der Konkurrenz zahlreicher kleiner Busgesellschaften zu Beginn der 1920er Jahre sanken die Gewinne der LGOC, was sich auf die Wirtschaftlichkeit der gesamten UERL-Holding negativ auswirkte.
Der Vorsitzende der UERL, Lord Ashfield, versuchte die Regierung davon zu überzeugen, den öffentlichen Nahverkehr in der Region London zu regulieren. Ab 1923 wurden mehrere entsprechende Gesetzesvorlagen ausgearbeitet. Hauptakteure in der Debatte um den Grad der Regulierung waren Lord Ashfield und Herbert Stanley Morrison, Labour-Abgeordneter des London County Council und späterer Außenminister. Ashfield strebte danach, die UERL vor Konkurrenz zu schützen und das Straßenbahnnetz des London County Council zu kontrollieren. Morrison hingegen wollte das gesamte Verkehrswesen staatlicher Kontrolle unterstellen. Nach zahlreichen gescheiterten Anläufen wurde Ende 1930 eine Vorlage eingebracht, welche die Schaffung des London Passenger Transport Board (LPTB) vorsah. Dieses öffentlich-rechtliche Unternehmen sollte die Kontrolle über die UERL, die Metropolitan Railway sowie sämtliche Bus- und Straßenbahnlinien in einem Gebiet übernehmen, das als London Transport Passenger Area bezeichnet wurde (entspricht in etwa dem heutigen Greater London mit kleineren angrenzenden Gebieten). Der LPTB war ein Kompromiss – öffentlich-rechtlicher Besitz, aber keine vollständige Verstaatlichung – und nahm seine Tätigkeit am 1. Juli 1933 auf. An diesem Tag erfolgte die Übergabe der CLR und aller anderen U-Bahn-Gesellschaften an den LPTB.
Auf dem Papier existierte die CLR weiter als eine Art Auffanggesellschaft für die wenigen Aktienanteile der neuen LPTB, die nicht an frühere Aktionäre überwiesen werden konnten, und um die Zinsen einer 1912 beim Finanzinstitut Glyn, Mills & Co. aufgenommenen Anleihe zu bezahlen. Die Liquidation erfolgte schließlich am 10. März 1939.
→ Geschichte der Strecke nach 1933 siehe Central Line